# کنسرتو ویولن (بتهوون)
کنسرتو ویولن (انگلیسی: Violin Concerto) در ر ماژور اپوس ۶۱، اثر لودویگ فان بتهوون است که در سال ۱۸۰۶ ساخته شده‌است. اولین اجرای آن توسط «فرانتس کلمنت» ناموفق بود و برای چند دهه این اثر در گُمنامی ماند تا اینکه در سال ۱۸۴۴ توسط یوزف یواخیم احیا شد. از آن زمان به بعد این اثر به یکی از محبوب‌ترین کنسرتوهای ویولن تبدیل شده‌است.
بتهوون نوازندهٔ ویولن نبود اما این کنسرتو شاهکار کم‌نظیری است که بسیاری از آهنگسازان مانند: مندلسون، پاگانینی، برامس و چایکوفسکی این اثر را الگوی کنسرتوهای خود قرار دادند.

## تاریخچه
بتهوون قبل از بلوغ موسیقایی‌اش چند قطعه برای ویولن و ارکستر در حدود سال ۱۷۹۰ نوشته بود. او یک کنسرتو نیز در دو ماژور نوشته بود که تنها بخشی از موومان اول به جای مانده‌است و هنوز مشخص نیست که تکمیل شده باشد. در هر صورت این اثر انتشار نیافت و اجرا هم نشد. بعدها در دههٔ ۱۷۹۰، بتهوون دو اثر برای ویولن با نام‌های رمانس شماره ۱ در سل ماژور و رمانس شماره ۲ در فا ماژور را به پایان رساند. 
بتهوون این کنسرتو را برای همکارش «فرانتس کلمنت»، که
نوازندهٔ پیشروِ ویولن در آن زمان بود، نوشت. این اثر در ۲۳ دسامبر ۱۸۰۶ در «تئاتر ان در وین» در وین به اجرا درآمد که پیش‌نمایشی ناموفق بود. سرانجام پس از چند دهه این اثر در سال ۱۸۴۴ با نوازندهٔ ۱۲ سالهٔ ویولنِ آن دوره «یوزف یواخیم» و توسط ارکستر «انجمن فیلارمونیک لندن» به رهبری فلیکس مندلسون به اجرا درآمد و از آن زمان تاکنون به عنوان یکی از محبوب‌ترین کنسرتوهای ویولن بارها ضبط و اجرا شده‌است.

## سازبندی
پارتیتور این اثر شامل یک ویولن سولو، فلوت، ۲ ابوا، ۲ کلارینت، ۲ فاگوت، ۲ هورن، ۲ ترومپت، تیمپانی و ارکستر زهی است.

## ساختار
این کنسرتو در سه موومان است:
1. آلگرو (ر ماژور)
موومان اول با چهار ضربهٔ تیمپانی آغاز می‌شود که در آن زمان ابتکار تازه‌ای بود و تا قبل از آن سابقه نداشت و سپس تم اول و دوم پس از پرلود بسط و گسترش می‌یابند.[۲]
2. لارگتو (سل ماژور)
موومان دوم تِمی آرام و احساسی دارد که با سازهای بادی شروع می‌شود و شباهتی با اورتور لئونور[ت] دارد و در انتها با جملهٔ رابط به موومان سوم وصل می‌شود.[۲]
3. روندو. آلگرو (ر ماژور)
موومان سوم در فرم «روندو» است که به خوبی نمایانگرِ شوخ‌طبعی بتهوون است.[۲]

مدت زمانِ موومان اول حدود ۲۵ دقیقه است. موومان دوم و سوم نیز هر کدام حدود ۱۰ دقیقه زمان می‌برد. هیچ توقف و سکوتی در بینِ موومان دوم و سوم انجام نمی‌گیرد و زمانِ کلِ اثر حدود ۴۵ دقیقه طول می‌کشد.

## یادداشت
1. ↑  Franz Clement
2. ↑   Theater an der Wien
3. ↑   London Philharmonic Society
4. ↑  Leonore